# Way of Life
Singles par Lil Wayne
Shine
(2001) Neva Get Enuf
(2002)
Way of Life est une chanson du rappeur américain Lil Wayne extrait de son troisième album, 500 Degreez. Il dispose de Big Tymers et TQ.
La chanson est un sample de Don't Look Any Further par Dennis Edwards avec Siedah Garrett. La même chanson a été samplée par Eric B. and Rakim sur le single Paid in Full et aussi de Junior MAFIA Gettin' Money (The Get Money Remix) qui comporte un verset de Lil' Cease et quelques versets de The Notorious B.I.G. et Lil' Kim. Le titre Way of Life fait référence à Paid In Full avec Mannie Fresh.

## Listes des pistes et formats
Vinyle 12"
1. A1. "Way of Life" (Main)
2. A2. "Way of Life" (Clean)
3. B1. "Way of Life" (Instr.)
4. B2. "Way of Life" (TV Track)

## Classements
| Chart (2002)                         | Meilleur Position |
| ------------------------------------ | ----------------- |
| U.S. Billboard Hot 100               | 71                |
| U.S. Billboard Hot R&B/Hip-Hop Songs | 23                |
| U.S. Billboard Hot Rap Tracks        | 16                |